# Титово (Кемеровская область)
Титово — село в Промышленновском районе Кемеровской области, в составе Титовского сельского поселения

## История
В 1935—1936 годах было центром Титовского района.

## Население
| 2010 |
| ---- |
| 1120 |

## География
Титово расположено в 32 км от Промышленной. В 7 км есть небольшой водопад.

## Экономика
- В селе работает средняя общеобразовательная школа и дом культуры. Также имеется несколько продуктовых магазинов. Большая часть жителей отправляется на заработки в город.